# Namsskogan
64°55′31″N 13°09′32″Ø / 64.92528°N 13.15889°Ø
Namsskogan er en kommune i Trøndelag fylke i Norge. Den har grænser til Røyrvik, Høylandet og Grong, samt Bindal og Grane i Nordland. Højeste punkt i kommunen er den 1.167 meter høje Gisen-fjeldtop.
Kommunen består af de tre småbyer Namsskogan, Brekkvasselv og Trones. Elven Namsen løber gennem kommunen, og de udbredte naturområder er populære blandtvildmarksturister. Den største attraktion er Namsskogan Familiepark i Trones, hvor man kan opleve brunbjørn, ulv og elg.
Fra omkring år 1900 og frem til 1940 blev der foretaget undersøgelser i Skorovasområdet som efterlod svovlkishøje, åbne minegange og afdækninger i kisforekomsten. Fra 1952 til 1984 var der minedrift i Skorovas Gruber.
Namsskogan er en station på Nordlandsbanen. Stationen, som ligger 215,9 meter over havet, åbnede i 1940, da Nordlandsbanen blev taget i brug frem til Mosjøen.

## Elve, fjorde, fjelde og søer i Namsskogan
- Storfrøyningen
- Storgåsvatnet